# Vivipar strandsnäcka
Vivipar strandsnäcka (Littorina saxatilis) är en snäcka som tillhör familjen Littorinidae. Som namnet vivipar antyder lägger den inte ägg utan föder levande ungar.

## Utseende
Den vivipara strandsnäckan blir upp till 20 millimeter lång. Skalet kan variera mycket både i färg, mönster och form. Även mjukdelarna varierar från ljusa till mörka. Tentaklerna brukar ha en eller två mörka streck.

## Utbredning
Den vivipara strandsnäckan har sitt huvudsakliga utbredningsområde i Nordeuropa och Nordamerika. I Sverige finns den på västkusten och söderut till Öresund.

## Ekologi
Den vivipara strandsnäckan lägger inte ägg utan föder levande ungar (se vivipari) som ser ut som miniatyrer av den vuxna snäckan. Snäckorna hittas ofta på stenar eller klippor, mer sällan direkt på sand eller tång. Dock finns det en form som lever på växtlighet i skyddade vikar. Snäckorna klarar att leva relativt högt upp på stranden, då de kan överleva en period utanför vattnet, bara de väts av vågskvalp och vågstänk ibland.